# Carex macounii
Carex macounii är en halvgräsart som beskrevs av Chester Dewey. Carex macounii ingår i släktet starrar, och familjen halvgräs. Inga underarter finns listade i Catalogue of Life.